# Magnetfuß
Ein Magnetfuß dient zum Befestigen von Apparaturen an ferromagnetischen Oberflächen mit Hilfe eines Permanentmagneten. Magnetfüße mit Ablösehilfe besitzen einen schaltbaren Magneten. Wenn der Magnet eingeschaltet ist, hält das Magnetfeld den Magnetfuß an seiner Position, wenn es ausgeschaltet ist lässt sich der Magnetfuß von der ferromagnetischen Oberfläche abnehmen und versetzen.

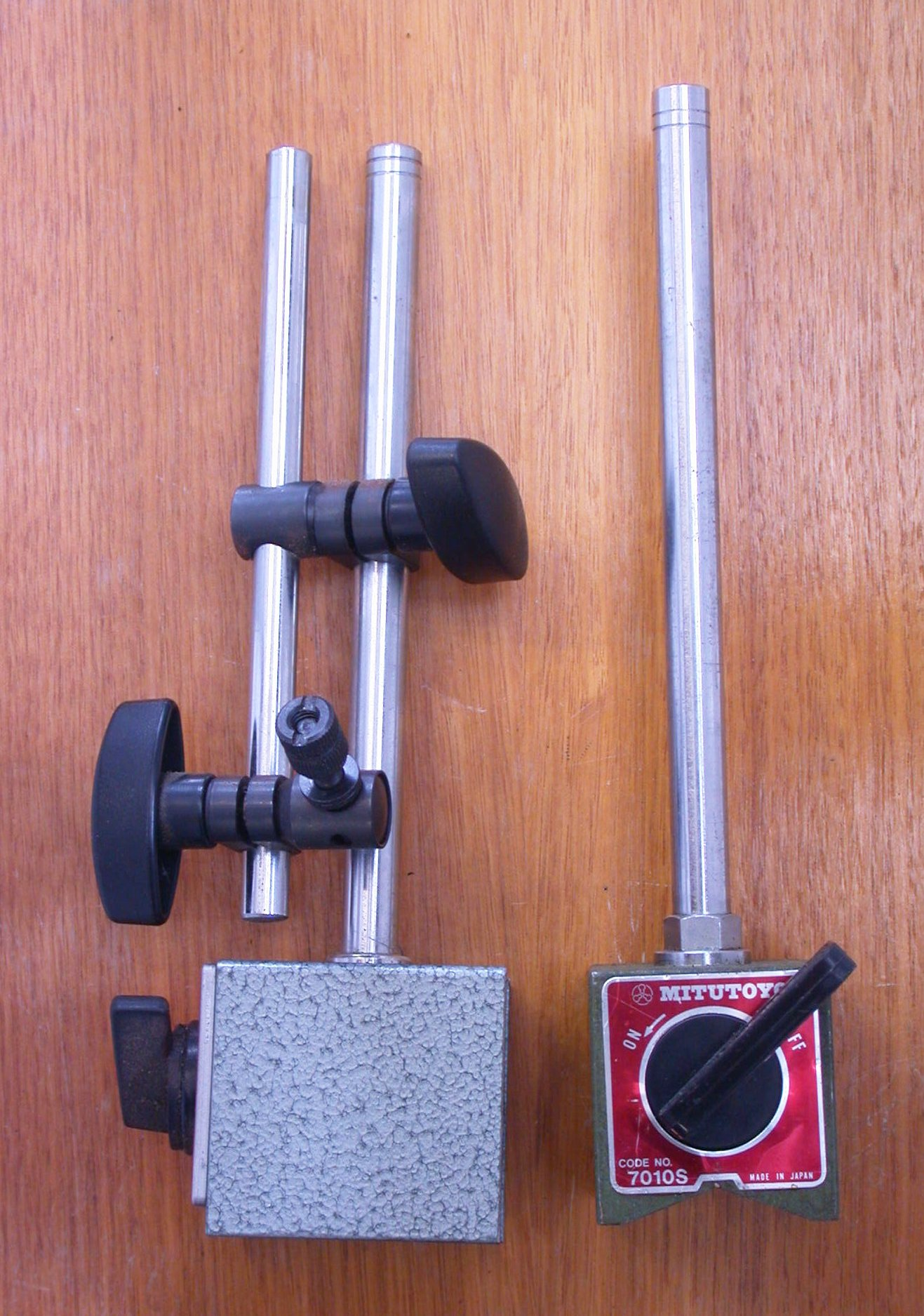
Magnetfuß mit Feststellgelenk für die Metallverarbeitung

## Metallverarbeitung und Experimentaloptik
Zum Magnetfuß gehört hier ein Gelenkarm, siehe Bild rechts.
An diesem wird etwa eine Messuhr oder ein Umlenkspiegel befestigt.
Zur Vereinfachung des Ablösens ist der enthaltene Permanentmagnet drehbar zwischen zwei Polschuhen angeordnet.
|  |  |  |

Der innere Aufbau entspricht einem doppelseitigen Hufeisenmagneten. Dabei ist der Spalt durch ein nichtmagnetisches Material aufgefüllt, etwa Aluminium, Kunststoff oder Luft.
Die Unterseite des Fußes ist üblicherweise hohl gestaltet (wie in der Grafik zu sehen), um an zylindrischen Gegenständen befestigt werden zu können (dann mit eingeschränkter Haltekraft). Je nach Bauart kann der Magnetfuß auch seitlich (im Bild die Rückseite) angeheftet werden, um das erste Gelenk näher zur Befestigungsebene zu legen.
Der zugehörige Arm ist mit feststellbaren Gelenken ausgestattet, um z. B. die Messuhr in die gewünschte Lage zu bringen, um etwa die Zentrierung einer zu fertigenden Welle zu überprüfen. Modernere Ausführungen verwenden eine Feststellschraube, die auf alle Gelenke wirkt. Damit kann das Ausrichten einer Messuhr zum Messobjekt zeitsparender erfolgen.

## Antennen und Signalgeräte

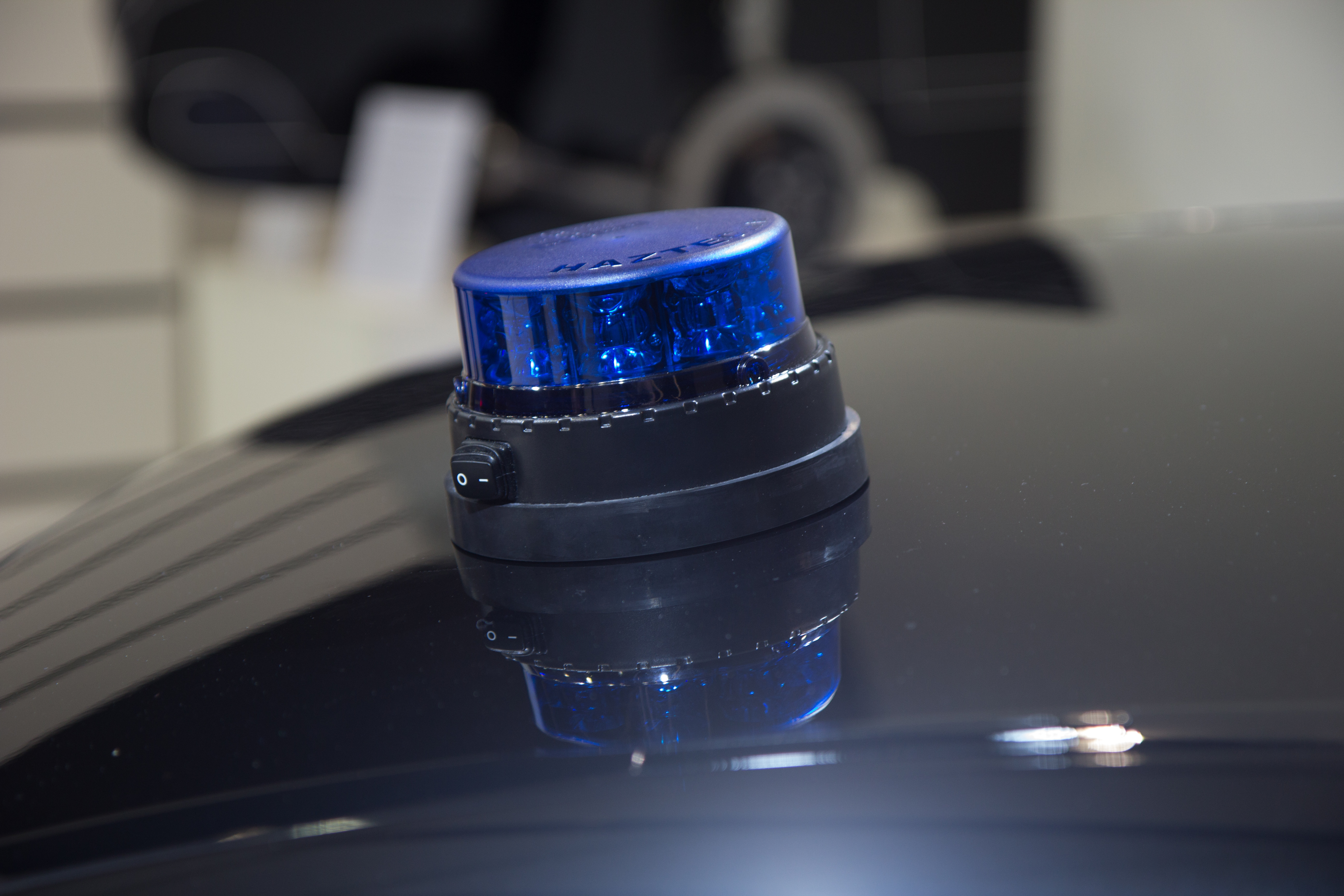
Blaulicht mit Magnethalterung

Ein solcher Magnetfuß ist typischerweise ein Topfmagnet wie im Lautsprecher ohne Ablösehilfe und dient typischerweise zum Befestigen auf dem Straßenfahrzeugdach. Je nach Konstruktion kann der Antennenanschluss und die Erdung bereits integriert sein. Die Erdung erfolgt typischerweise kapazitiv über eine unterseitige Aluminiumfolie, mit dem Fahrzeuglack als Dielektrikum und dem Karosserieblech als Antennen-Erde.
Auch andere Installationen auf Fahrzeugen wie Dachaufsetzer oder Kennleuchten sind häufig mit Magnetfüßen befestigt.